# Blackford County
Blackford County är ett county i Indiana, USA. År 2010 hade countyt 12 766 invånare (2010). Den administrativa huvudorten (county seat) är Hartford City. 

## Geografi
Enligt United States Census Bureau har countyt en total area på 427 km². 427 km² av den arean är land och 0 km² är vatten. 

### Angränsande countyn
- Wells County - nord
- Jay County - öst
- Delaware County - syd
- Grant County - väst